# Zonder titel (Lies Hansen)
Tussen de brug 864 en brug 866 is in maart 2019 een tijdelijk kunstwerk geplaatst.
De kruising Strawinskylaan en Beethovenstraat heeft gescheiden verkeersstromen. Gemotoriseerd verkeer wordt geleid via een talud annex dijklichaam, langzaam verkeer kruist dat via een tunnelstelsel middels de twee genoemde bruggen. Eind jaren tien en begin jaren twintig vinden op de kruising ingrijpende werkzaamheden plaats, waaronder uitbreiding van het WTC. Om voetgangers en fietsers te beschermen tegen mogelijk vallende bouwmaterialen werd tussen beide viaducten een corridor aangelegd. Deze corridor werd dan weer als donker ervaren. Lies Hansen Light & Design, voornamelijk bezig in lichtadviezen bij woningen en bedrijven, kwam met een kunstwerk, dat een combinatie legde tussen functie (verlichting) en gebruik (fietserstunnel). Op beide wanden werden in reliëf een aantal types fietsen geplaatst, die bij het voorbijgaan op een rijwiel door vijf sensoren in LED oplichten in diverse kleuren (blauw, roze, paars). Daarbij lichten de rijwielen stuk voor stuk op bij het voorbijgaan. De kleuren rood, blauw en paars verwijzen naar de abstracte plastieken, die architect Dirk Sterenberg van de Dienst der Publieke Werken in 1977/1978 in de landhoofden en keerwand van de tunnel had voorgeschreven.  

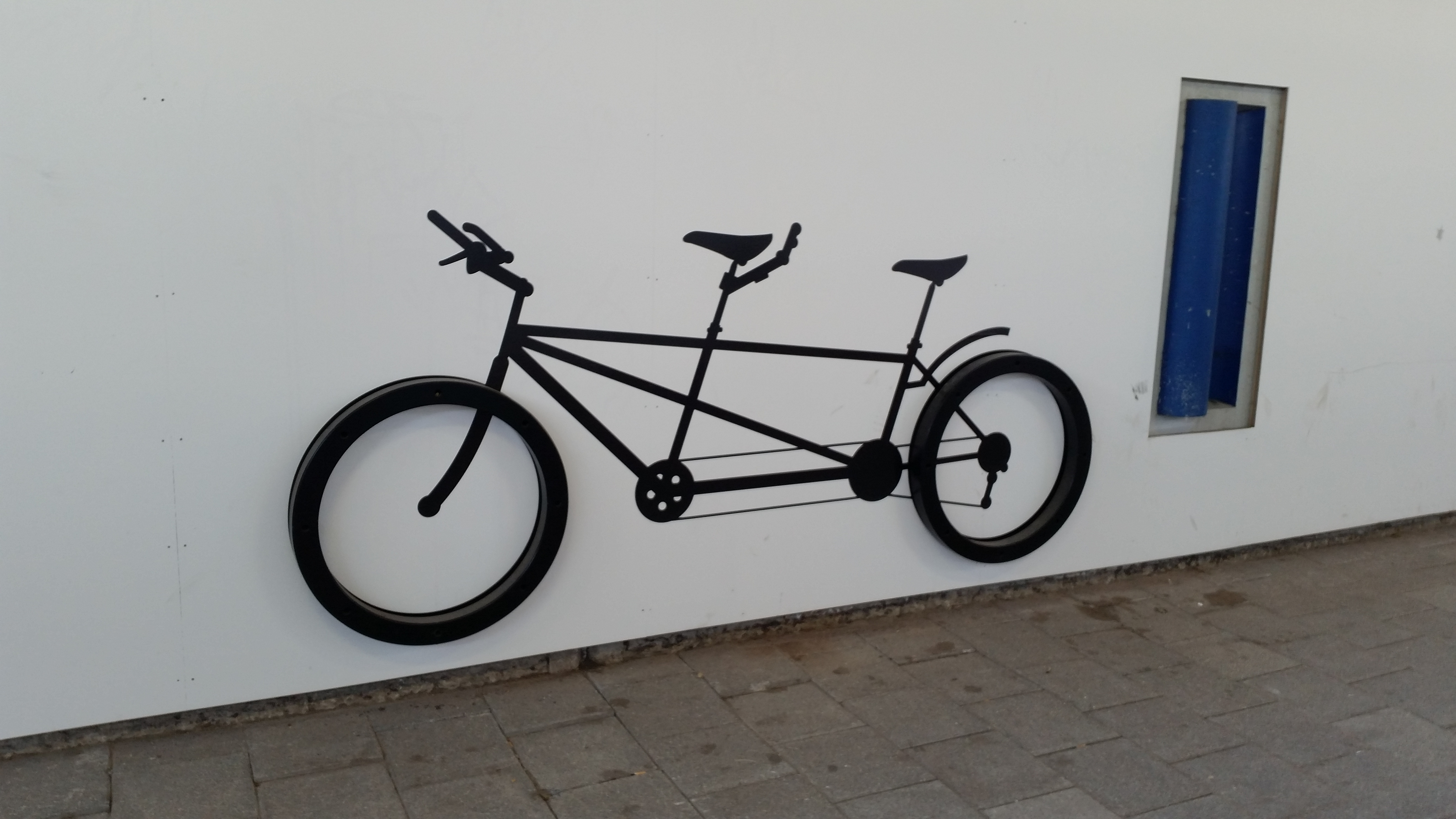
Een tandem uit 2019 met oorspronkelijk plastiek uit 1978 (mei 2019)